# 京都清宗根付館 (旧神先家住宅)
京都清宗根付館（旧神先家住宅）（きょうとせいしゅうねつけかん　きゅうかみさきけじゅうたく）は、京都府京都市中京区壬生賀陽御所町 46番地1（壬生寺東側）に所在する歴史的建造物。京都市に現存する文政3年の江戸時代に建築された壬生郷士であった神先家の武家屋敷である。